# Camp de Túria
El Camp de Túria és una comarca valencianoparlant del centre del País Valencià, amb capital a Llíria.

## Geografia
Limita pel nord amb l'Alt Palància, a l'est amb el Camp de Morvedre i l'Horta Nord, al sud amb l'Horta Oest i la Foia de Bunyol, i a l'oest amb els Serrans.

## Municipis
Les dades bàsiques dels «16 municipis», amb les xifres de població del padró municipal d'habitants 2023, són:
| Municipi                 | Habitants (2023) | Sup. (km²) | Dens. (2023) (hab./km²) |
| ------------------------ | ---------------- | ---------- | ----------------------- |
| Bétera                   | 26.759           | 75,1       | 356,3                   |
| la Pobla de Vallbona     | 26.435           | 33,1       | 798,6                   |
| Llíria                   | 24.518           | 228,0      | 107,5                   |
| Riba-roja de Túria       | 23.555           | 57,5       | 409,7                   |
| l'Eliana                 | 19.054           | 8,8        | 2.165,2                 |
| Benaguasil               | 11.877           | 25,4       | 467,6                   |
| Vilamarxant              | 10.772           | 71,2       | 151,3                   |
| Sant Antoni de Benaixeve | 10.200           | 8,7        | 1.172,4                 |
| Nàquera                  | 8.102            | 38,7       | 209,4                   |
| Serra                    | 3.608            | 57,3       | 63,0                    |
| Casinos                  | 3.091            | 41,5       | 74,5                    |
| Benissanó                | 2.385            | 2,3        | 1.037,0                 |
| Olocau                   | 2.303            | 37,4       | 61,6                    |
| Loriguilla               | 2.171            | 72,4       | 30,0                    |
| Marines                  | 1.955            | 35,7       | 54,8                    |
| Gàtova                   | 410              | 30,4       | 13,5                    |
| Camp de Túria            | 177.195          | 823,4      | 215,2                   |

## Història
La comarca del Camp de Túria és de creació moderna, l'any 1970, i comprèn l'antiga comarca del Camp de Llíria, part de la Calderona, i part del Pla de Quart. Aquestes comarques antigues apareixen al mapa de comarques d'Emili Beüt "Comarques naturals del Regne de València" publicat l'any 1934. Diverses propostes de comarcalització hi han inclòs també els municipis riberencs del Túria mitjà (Pedralba, Bugarra i Xestalgar).
La comarca es divideix en tres subcomarques geogràfiques i històriques, que són:
- El Camp de Llíria pròpiament dit, amb Llíria, Casinos i Benissanó.
- La Calderona amb Marines, Olocau, Serra (Camp de Túria), Nàquera, Bétera i Gàtova (aquest darrer incorporat a la província de València als anys 90).
- La Ribera del Túria amb la Vallbona (o Pobles Castell), formada per Benaguasil, La Pobla de Vallbona, L'Eliana, Vilamarxant i Riba-roja de Túria

Domenyo, Loriguilla i Sant Antoni de Benaixeve, són pobles de nova creació a conseqüència del trastllat dels pobles originals de la comarca dels Serrans (Domenyo, Loriguilla i Benaixeve) per la construcció dels embassaments de Benaixeve i Loriguilla a les dècades dels anys 50 i 60. En principi depenien de Llíria, Riba-roja i Paterna, respectivament, però durant els anys 90 van assolir la seua independència com a municipis. En els casos de Loriguilla i Domenyo, els termes municipals es troben dividits entre les noves ubicacions i les antigues. Atès que els caps de municipi són al Camp de Túria, es considera que els dos municipis pertanyen a aquesta comarca, mentre que les antigues ubicacions formen un enclavament dins la comarca dels Serrans.

## Administració
Resultats electorals municipals 2011
| Partit                              | Vots   | Percentatge | Regidors |
| ----------------------------------- | ------ | ----------- | -------- |
| Partido Popular                     | 37.412 | 47,80%      | 112      |
| Partit Socialista del País Valencià | 20.723 | 26,48%      | 68       |
| Coalició Compromís                  | 8.180  | 10,45%      | 15       |
| Esquerra Unida del País Valencià    | 4.123  | 5,27%       | 7        |
| Units per València                  | 397    | 0,51%       | 0        |
| Unión Progreso y Democracia         | 353    | 0,45%       | 0        |
| Independents                        | 336    | 0,43%       | 3        |
| Altres                              | 8.544  | 10,91%      | 19       |